# Ignacio Francisco Peynado
 (janvier 2024).
Si vous disposez d'ouvrages ou d'articles de référence ou si vous connaissez des sites web de qualité traitant du thème abordé ici, merci de compléter l'article en donnant les références utiles à sa vérifiabilité et en les liant à la section « Notes et références ».
Ignacio Francisco Peynado, né le 23 octobre 1633 à Arganda del Rey et décédé le 22 novembre 1696 à Madrid, est un théologien et philosophe jésuite espagnol ayant effectué toute sa carrière au collège jésuite et à l'Université d'Alcalá.

## Biographie
Entré dans la Compagnie de Jésus en 1633, il fut formé dans la lignée des grands professeurs jésuites d'Alcalá comme Gaspar Hurtado et Francisco Alonso. Il y enseigna 3 ans les humanités, 6 ans la philosophie et finalement 22 ans sur la chaire de théologie. Seuls ses commentaires aristotéliciens ont été imprimés, alors que son œuvre théologique est restée manuscrite. En métaphysique, il était un opposant au courant néo-augustinien d'Antonio Pérez (représenté à Alcalá en particulier par son propre maître Gaspar de Ribadeneira), sans pour autant être un disciple de Sebastián Izquierdo, qu'il critique fréquemment. Ses autres principaux interlocuteurs sont ses contemporains jésuites Antonio Bernaldo de Quiros, Francisco de Oviedo, Richard Lynch ou le Sicilien Giuseppe Polizzi. Il polémique beaucoup avec le thomisme orthodoxe d'Alcalá, représenté principalement à son époque par l'enseignement du dominicain Juan Martínez de Prado. Les scotistes qu'il connaît le mieux sont le franciscain d'Alcalá Juan Merinero ainsi que John Punch. Il forma de nombreux professeurs jésuites de la génération ultérieure, notamment Juan Marin. Il avait également les titres d'examinateur synodal, de qualificateur de l'Inquisition et de confesseur de la reine Marie d'Autriche.

## Œuvres
- Disputationes in universam logicam Aristotelis (Alcalá, 1671 ; 1679 ; 1721)
- Disputationes in octo libros Physicorum Aristotelis (Alcalá, 1674 ; 1680).
- Disputationes in tres libros Aristotelis de Anima. Opus posthumum (Alcalá, 1698 ; 1762).
- Disputationes in duos libros Aristotelis de generatione et corruptione. Opus posthumum (Alcalá, 1698 ; 1765).